# José Antonio Satué Huerto

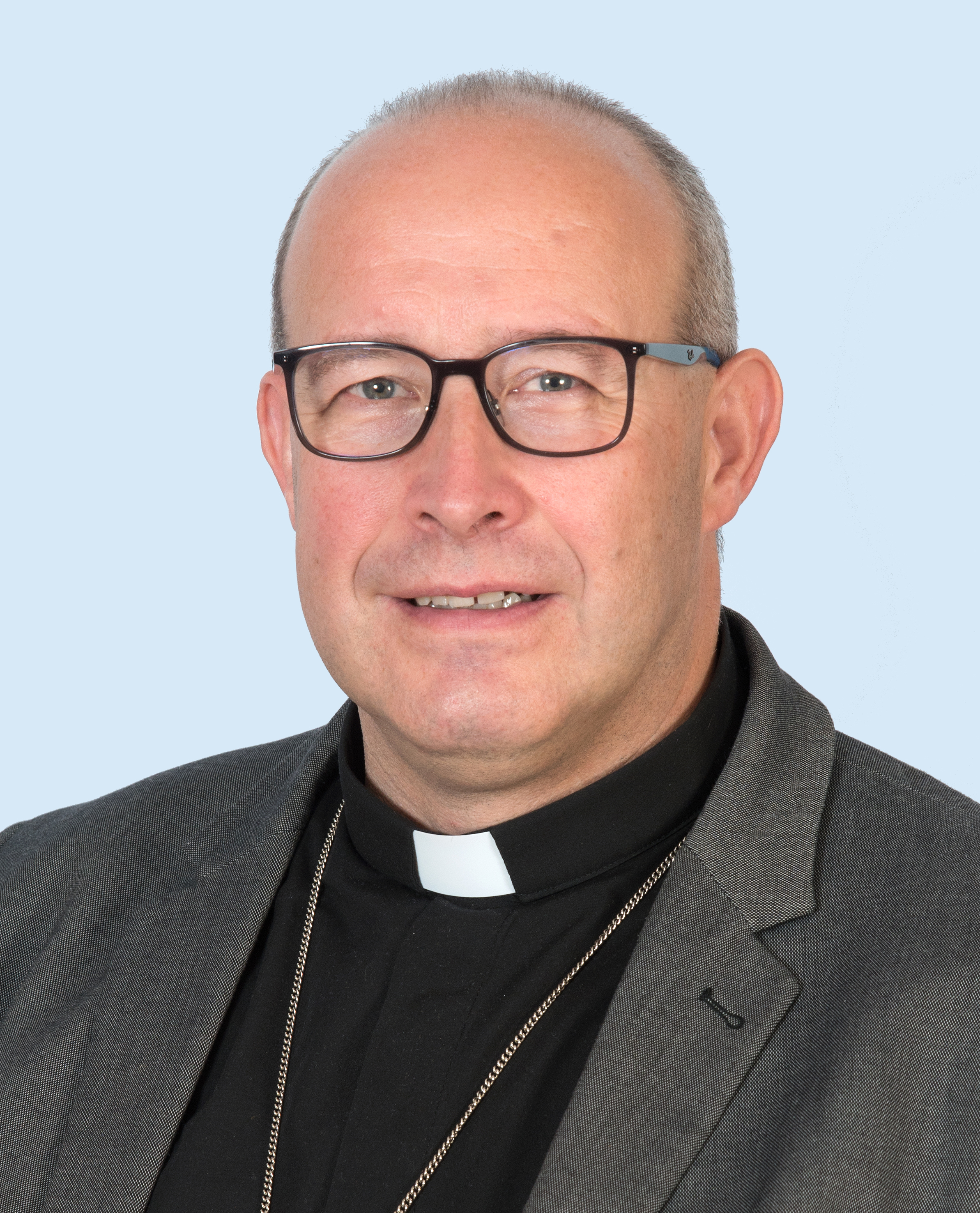
José Antonio Satué Huerto, 2022

José Antonio Satué Huerto (* 6. Februar 1968 in Sesa) ist ein spanischer Geistlicher und ernannter römisch-katholischer Bischof von Málaga.

## Leben
José Antonio Satué Huerto studierte Philosophie und Katholische Theologie am Centro Regional de Estudios Teológicos de Aragón (CRETA). Am 4. September 1993 empfing er das Sakrament der Priesterweihe für das Bistum Huesca.
Satué Huerto war zunächst als Pfarrvikar tätig, bevor er 1998 Pfarrer der Pfarrei San Lorenzo in Huesca wurde. 2002 wurde José Antonio Satué Huerto für weiterführende Studien nach Rom entsandt, wo er 2004 an der Päpstlichen Universität Gregoriana ein Lizenziat im Fach Kanonisches Recht erwarb. Von 2004 bis 2009 war er Generalvikar des Bistums Huesca. Daneben wirkte er von 2004 bis 2015 als Delegat für die sozialen Kommunikationsmittel und als Offizial sowie von 2006 bis 2009 als Kanoniker an der Kathedrale Nuestra Señora de Montserrat in Huesca. Zudem war Satué Huerto von 2008 bis 2009 Pfarrer in Ibieca, Labata, Aguas und Liesa. 2009 wurde er Pfarrer in Sariñena und Lastanosa. Von 2012 bis 2015 war er als Pfarrer der Pfarrei Santo Domingo y San Martín in Huesca tätig. Ferner war er von 2011 bis 2015 Mitglied des Priesterrates des Bistums Huesca. Ab 2015 war José Antonio Satué Huerto Mitarbeiter der Kongregation für den Klerus.
Am 16. Juli 2021 ernannte ihn Papst Franziskus zum Bischof von Teruel y Albarracín. Der Erzbischof von Barcelona, Juan José Kardinal Omella Omella, spendete ihm am 18. September desselben Jahres in der Kathedrale San Pedro in Teruel die Bischofsweihe; Mitkonsekratoren waren der emeritierte Präfekt der Kongregation für den Klerus, Beniamino Kardinal Stella, und der Erzbischof von Saragossa, Carlos Manuel Escribano Subías. José Antonio Satué Huerto wählte den Wahlspruch Como tú y contigo („Wie du und mit dir“).
Am 9. September 2023 ernannte ihn Papst Franziskus zum Mitglied des Dikasteriums für die Bischöfe.
Papst Leo XIV. bestellte ihn am 27. Juni 2025 zum Bischof von Málaga.